# Web Coverage Service

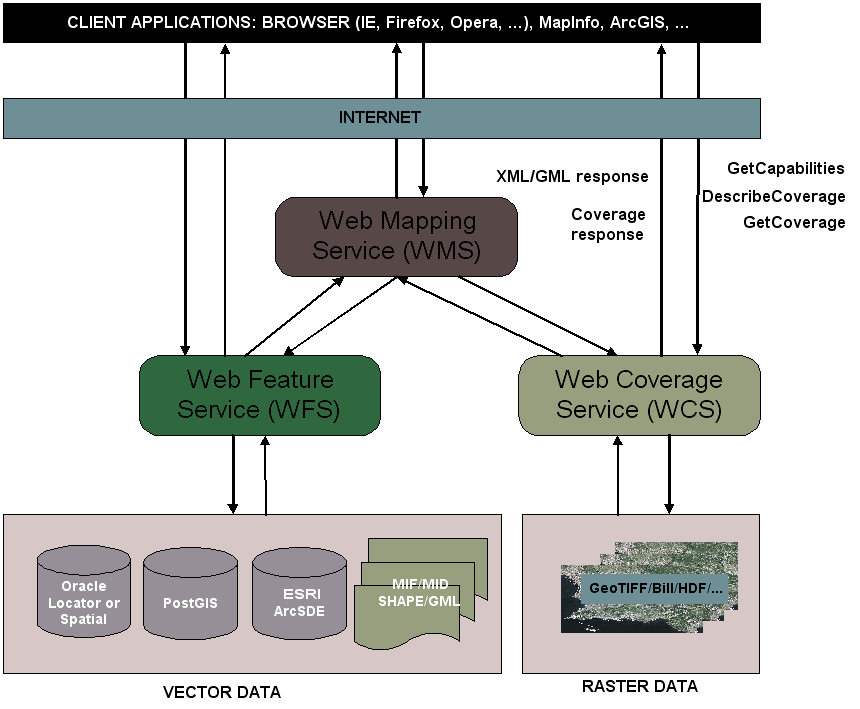
Schéma du WCS

Le Web Coverage Service Interface Standard (WCS) de l'Open Geospatial Consortium est un standard fournissant une interface permettant de télécharger des données de type couverture (modèle numérique de terrain, orthoimages, prévision numérique du temps).